# Ère Saimei
L'ère Saimei (斉明, 655-662), plus précisément connue comme la durée du Règne du Saimei, n'est pas une des ères du Japon (年号, nengō, littéralement « le nom de l'année ») qui ne commence qu'en 701; mais elle est une période suivant l'ère Hakuchi et précédant le règne de l'empereur Tenji (l'ère Tenji) s'étendant de 655 à 662. L'impératrice régnant était Saimei-tennō (斉明天皇); et les nengō japonais ont été supprimées au cours de son règne. Toutefois, le nengō sera réintroduit sous les règnes de ses successeurs.

## Changement de l'ère
- 655 (Saimei 1 (斉明天皇元年, Saimei-ganen?)): L'ère Saimei a été proclamée lors de la sixième année de l'ère Hakuchi[2]. Le nom de cette ère célébrait l'occasion de l'avènement de l'impératrice Saimei.

## Événements de l'ère Saimei
- 655 (Saimei 1): Saimei fut le nouveau nom honorifique de l'impératrice Kōgyoku quand elle  reprit, à la mort de Kōtoku, le gouvernement qu'elle lui avait cédé. C'est le premier exemple dans l'histoire du Japon que la même personne ait occupé le trône pour la deuxième fois. Sur sa proposition, l'impératrice transporta sa résidence de Naniwa au plais Kawara no Miya dans le district Asuka de la province de Yamato. Une énorme quantité de rats et de souris arrivèrent de Naniwa en même temps. Peu après, Saimei quitta le district d'Asuka, et alla résider dans le palais de Okamoto no Miya dans la province d'Ōmi. Le nadaijin Nakatomi no Kamatari fut régent de l'empire[3].

- 658 (Saimei 4): En hiver, l'impératrice se rendit avec le prince héréditaire aux eaux thermales de la province de Kii (紀伊国). Le palais resta sous la garde de Soga-no Akae no Omi. Pendant l'absence de l'impératrice, cet officier se plaignit à Arima-no osi, fils de Kōtoku, de la manière dont l'empire était gouverné. Celui-ci croyant l'occasion favorable pour une révolte et animé par le discours de Soga-no Akae no Omi, le consulta sur les moyens de l'exécuter. Soga no Akayé, qui n'avait eu d'autre but que de l'éprouver, l'excita encore davantage; mais ayant eu la précaution de faire investir sa demeure, il donna l'ordre de l'arrêter, et l'envoya prisonnier dans le Kizo. Le prince impérial, chargé de l'interroger, découvrit ses mauvaises intentions et le fit étrangler à l'âge de 19 ans[4].

- 661 (Saimei 7, le 7e mois): L'impératrice mourut à l'âge de 68 ans[5]. La première fois elle avait régné trois ans et demi, et la deuxième sept ans. Son règne fut donc en tout de dix ans[6].

| Saimei    | 1re | 2e  | 3e  | 4e  | 5e  | 6e  | 7e  | 8e  |
| Grégorien | 655 | 656 | 657 | 658 | 659 | 660 | 661 | 662 |